# Winchester (Kentucky)
Winchester è una città degli Stati Uniti d'America, nella contea di Clark, nello Stato del Kentucky.